# Flecha Valona 2017
La 81.ª edición de la clásica ciclista Flecha Valona se celebró en Bélgica el 19 de abril de 2017 sobre un recorrido de 200,5 km.
La carrera, además de ser la segunda clásica de las Ardenas, formó parte del UCI WorldTour 2017, siendo la decimoséptima competición del calendario de máxima categoría mundial.
La carrera fue ganada por quinta vez por el corredor español Alejandro Valverde del equipo Movistar, en segundo lugar Daniel Martin (Quick-Step Floors) y en tercer lugar Dylan Teuns (BMC Racing).

## Recorrido
El recorrido tuvo cambios relevantes en las cotas en relación con la edición anterior, iniciando en la Región Valona del municipio de Binche en Bélgica, siguiendo un recorrido con 9 cotas y finalizando en el tradicional Muro de Huy.
| 1 | Côte d'Amay                 | 1200 | 7,5 % | 131,5 |
| 2 | Côte de Villers-le-Bouillet | 1200 | 7,5 % | 138   |
| 3 | Muro de Huy (1ª paso)       | 1300 | 9,6 % | 146,5 |
| 4 | Côte d'Ereffe               | 2100 | 5 %   | 159   |
| 5 | Côte de Cherave             | 1300 | 8,1 % | 169,5 |
| 6 | Muro de Huy (2ª paso)       | 1300 | 9,6 % | 175,5 |
| 7 | Côte d'Ereffe               | 2100 | 5 %   | 188   |
| 8 | Côte de Cherave             | 1300 | 8,1 % | 199   |
| 9 | Muro de Huy (3ª paso)       | 1300 | 9,6 % | 204,5 |

## Equipos participantes
Tomaron parte en la carrera 25 equipos: 18 de categoría UCI WorldTour 2017 invitados por la organización; 7 de categoría Profesional Continental. Formando así un pelotón de 200 ciclistas de los que acabaron 166. Los equipos participantes fueron:
| WorldTeams (18)- AG2R La Mondiale - Astana - Bahrain-Merida - BMC Racing Team - Bora-Hansgrohe - Cannondale-Drapac - Dimension Data - FDJ - Katusha-Alpecin - Lotto NL-Jumbo - Lotto-Soudal - Movistar Team - Orica-Scott - Quick-Step Floors - Sky - Team Sunweb - Trek-Segafredo - UAE Team Emirates Equipos continentales profesionales (7)- Aqua Blue Sport - Cofidis, Solutions Crédits - Direct Énergie - Fortuneo-Vital Concept - Sport Vlaanderen-Baloise - WB-Veranclassic-Aqua Protect - Wanty-Groupe Gobert |
| |

## Clasificaciones finales
- Las clasificaciones finalizaron de la siguiente forma:[6]

### Clasificación general
| \| Clasificación general \| Clasificación general \| Clasificación general \| Clasificación general \| Clasificación general \| \| Ciclista \| Ciclista \| Equipo \| Tiempo \| \| \| --------------------- \| --------------------- \| --------------------- \| --------------------- \| --------------------- \| \| 1.º \| Alejandro Valverde \| Movistar Team \| 5 h 15 min 37 s \| \| \| 2.º \| Daniel Martin \| Quick-Step Floors \| + 1 s \| \| \| 3.º \| Dylan Teuns \| BMC Racing Team \| + 1 s \| \| \| 4.º \| Sergio Luis Henao \| Team Sky \| + 1 s \| \| \| 5.º \| Michael Albasini \| Orica-Scott \| + 1 s \| \| \| 6.º \| Warren Barguil \| Team Sunweb \| + 1 s \| \| \| 7.º \| Michał Kwiatkowski \| Team Sky \| + 1 s \| \| \| 8.º \| Rudy Molard \| FDJ \| + 1 s \| \| \| 9.º \| David Gaudu \| FDJ \| + 1 s \| \| \| 10.º \| Diego Ulissi \| UAE Team Emirates \| + 1 s \| \| |                    |                   |                 |
| |                    |                   |                 |
| Fuente: ProCyclingStats |                    |                   |                 |
| Clasificación general |                    |                   |                 |
| Ciclista | Ciclista           | Equipo            | Tiempo          |
| 1.º | Alejandro Valverde | Movistar Team     | 5 h 15 min 37 s |
| 2.º | Daniel Martin      | Quick-Step Floors | + 1 s           |
| 3.º | Dylan Teuns        | BMC Racing Team   | + 1 s           |
| 4.º | Sergio Luis Henao  | Team Sky          | + 1 s           |
| 5.º | Michael Albasini   | Orica-Scott       | + 1 s           |
| 6.º | Warren Barguil     | Team Sunweb       | + 1 s           |
| 7.º | Michał Kwiatkowski | Team Sky          | + 1 s           |
| 8.º | Rudy Molard        | FDJ               | + 1 s           |
| 9.º | David Gaudu        | FDJ               | + 1 s           |
| 10.º | Diego Ulissi       | UAE Team Emirates | + 1 s           |

## UCI World Ranking
La Flecha Valona otorgó puntos para el UCI WorldTour 2017 y el UCI World Ranking, este último para corredores de los equipos en las categorías UCI ProTeam, Profesional Continental y Equipos Continentales. Las siguientes tablas son el baremo de puntuación y los corredores que obtuvieron puntos:
| Posición   | 1º  | 2º  | 3º  | 4º  | 5º  | 6º  | 7º  | 8º  | 9º | 10º |
| Puntuación | 400 | 320 | 260 | 220 | 180 | 140 | 120 | 100 | 80 | 68  |

| 1.º  | Alejandro Valverde | Movistar          | 400 |
| 2.º  | Daniel Martin      | Quick-Step Floors | 320 |
| 3.º  | Dylan Teuns        | BMC Racing        | 260 |
| 4.º  | Sergio Luis Henao  | Sky               | 220 |
| 5.º  | Michael Albasini   | Orica-Scott       | 180 |
| 6.º  | Warren Barguil     | Sunweb            | 140 |
| 7.º  | Michał Kwiatkowski | Sky               | 120 |
| 8.º  | Rudy Molard        | FDJ               | 100 |
| 9.º  | David Gaudu        | FDJ               | 80  |
| 10.º | Diego Ulissi       | UAE Emirates      | 68  |